# Szent György tér (Budapest)
A budapesti Szent György tér a Budai Várnegyedben található. A középkorban is nevezetes hely volt Buda városában.
Koronázó domb is volt 1916-ban, IV Károly koronázásakor.
1457-ben V. László magyar király a téren fejeztette le Hunyadi Lászlót, Mátyás király bátyját.
A tér előtt volt Szent Zsigmond kápolnája, ahol Zsigmond magyar király vitette a burgundiai király ereklyéit. A kápolnában Mátyás király eltemettette az első feleségét, Podjebrád Katalint, és később II. Ulászló király a harmadik feleségét, Candale-i Annát is, akit viszont 1516-ban II. Ulászlóval temettek közös sírba Székesfehérváron.
1514-ben Bakócz Tamás esztergomi érsek felolvasta a téren azt a pápai levelet, ami keresztes háborúra szólított fel; ez vált később a Dózsa György-féle parasztfelkeléssé.
A 2010-ben megalakult kormány hosszú távú terve szerint a Budavári Palotának a kulturális helyett – a Horthy-korszakhoz hasonlóan – ismét kormányzati funkciót szándékozik adni. A koncepció első lépéseként még 2003-ban költözött be a tér nyugati oldalán álló Sándor palotába a Köztársasági Elnöki Hivatal. A mellette álló Karmelita kolostorba pedig szintén egy nagyszabású felújítást követően, 2019-ben rendezkedett be a Miniszterelnökség (azelőtt itt a Várszínház működött). 
A gazos, lezárt, kihasználatlan romkert 2016-ban kezdte az újjáéledés jeleit mutatni: az év májusában tették le a Nemzeti Hauszmann Program keretében, eredeti külsővel újjáépítendő lovarda alapkövét. A munkálatok igazán csak 2017-re indultak be. 2019-re elkészült az 1950-ben lebontott Budavári lovarda, az 1971-ben lebontott Főőrségi épület és a Stöckl-lépcső.  2020-ban megkezdődött a Hunyadi udvart a Csikós udvarral összekötő akadálymentes rámpamű építése, mely a kortinafal tetején található felvonóig tart, áthaladván az Ybl ciszterna helye fölött. Lebontották a palota E és F szárnya közti nyaktagot, hogy az eredeti geometriájú szerkezettel ismét helyt kaphasson a Szent István és Cercle terem. Felújítják az Ybl támfalat.
2019-ben született tervek a Szent György tér körüli épületek műemléki rekonstrukciójára:
- Újraépül az 1968-ban felrobbantott József főhercegi palota, istállója és neoreneszánsz kertje.[6]
- Az egykori Honvéd Főparancsnokság épülete eredeti magasságban. Látogatóközpont és kiállítótér kap majd benne helyet.

Remek kilátás nyílik innen pesti oldal és a Tabán, valamint a budai hegyvidék irányába.

## Épületek
- Budavári Palota
- Sándor-palota
- A volt Karmelita kolostor (épületében ma a Miniszterelnökség működik)
- A Budavári sikló felső állomása

## Képek

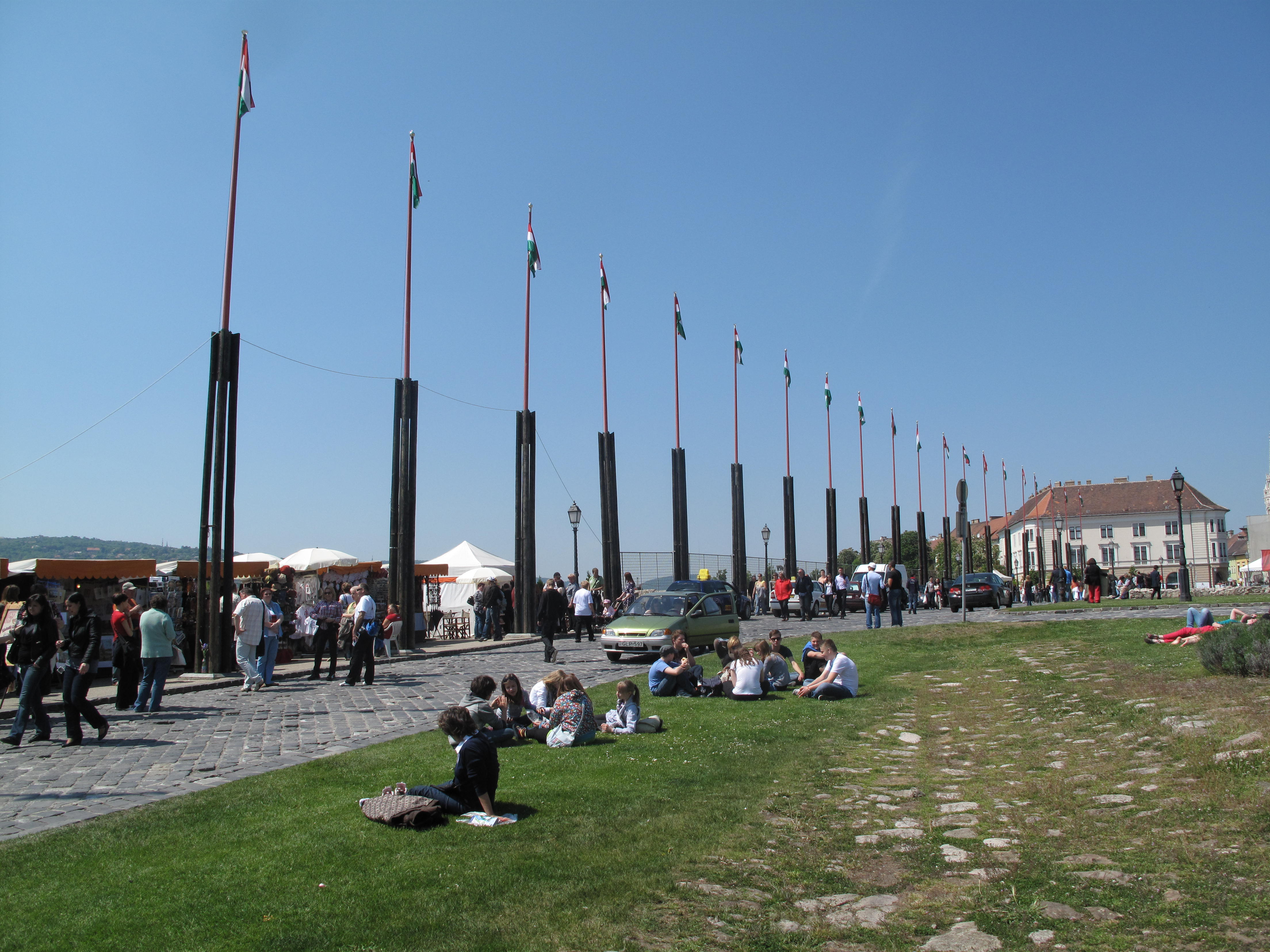
A tér nyugati része
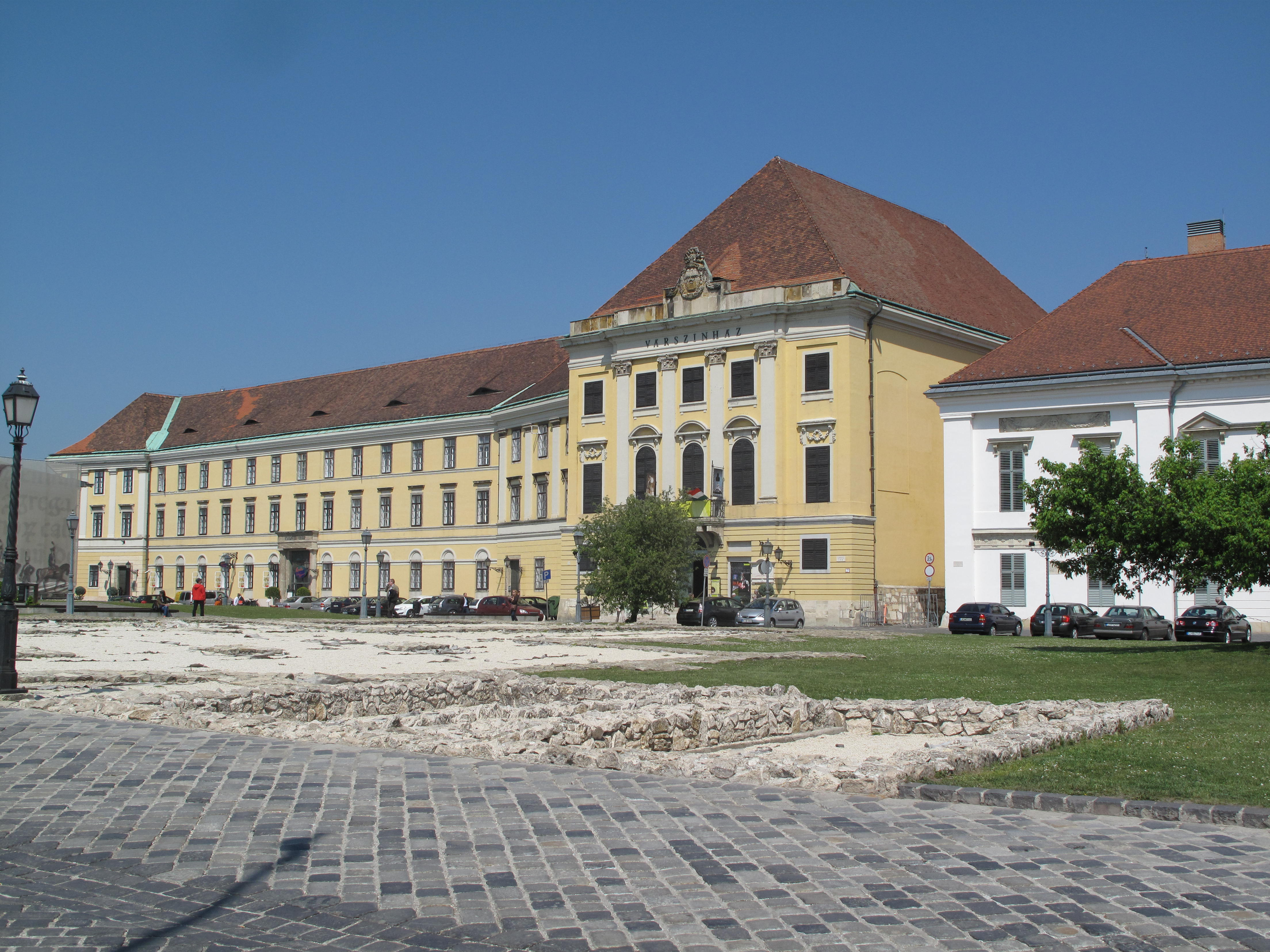
A Várszínház (volt karmelita kolostor) épülete
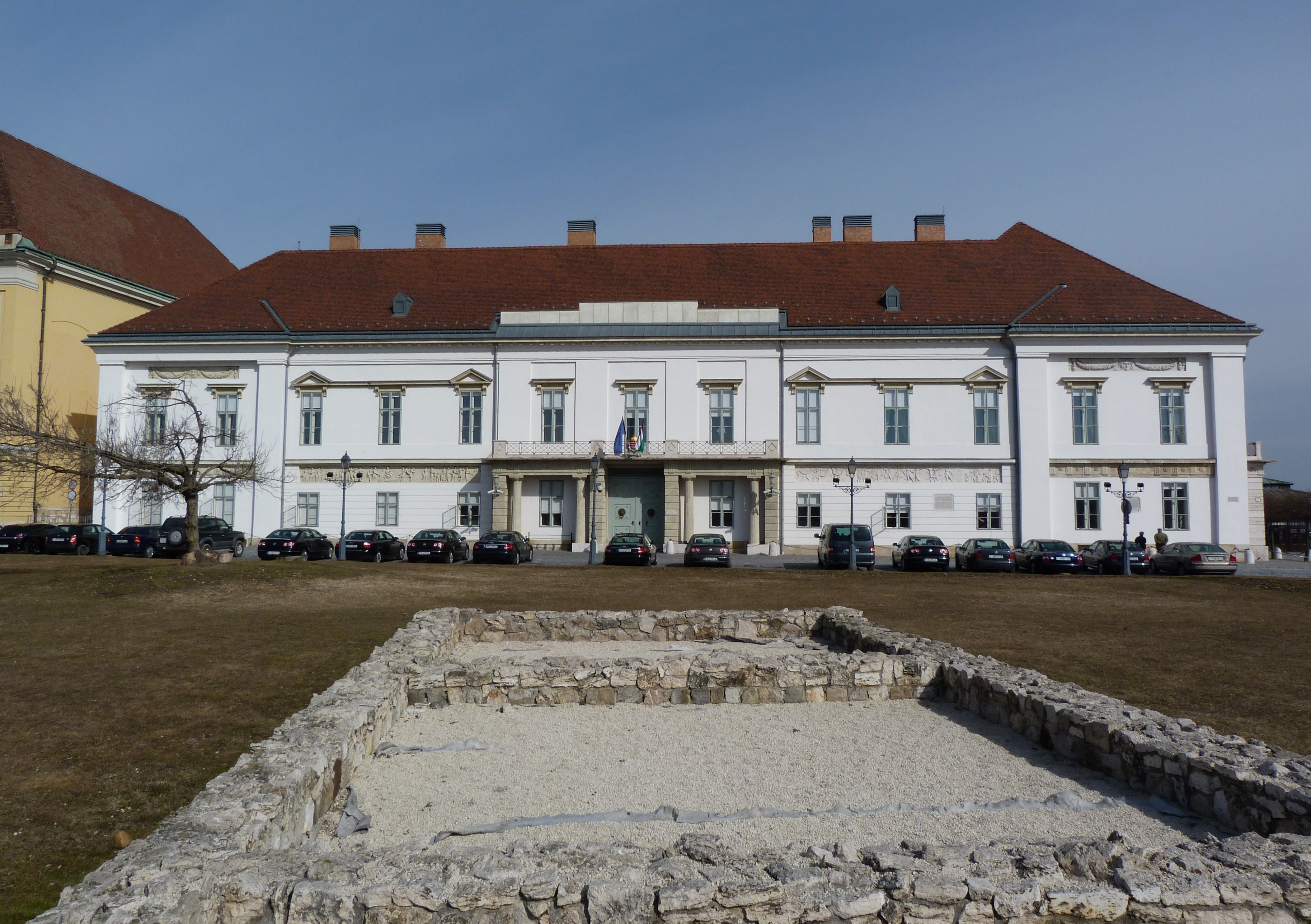
A Sándor-palota
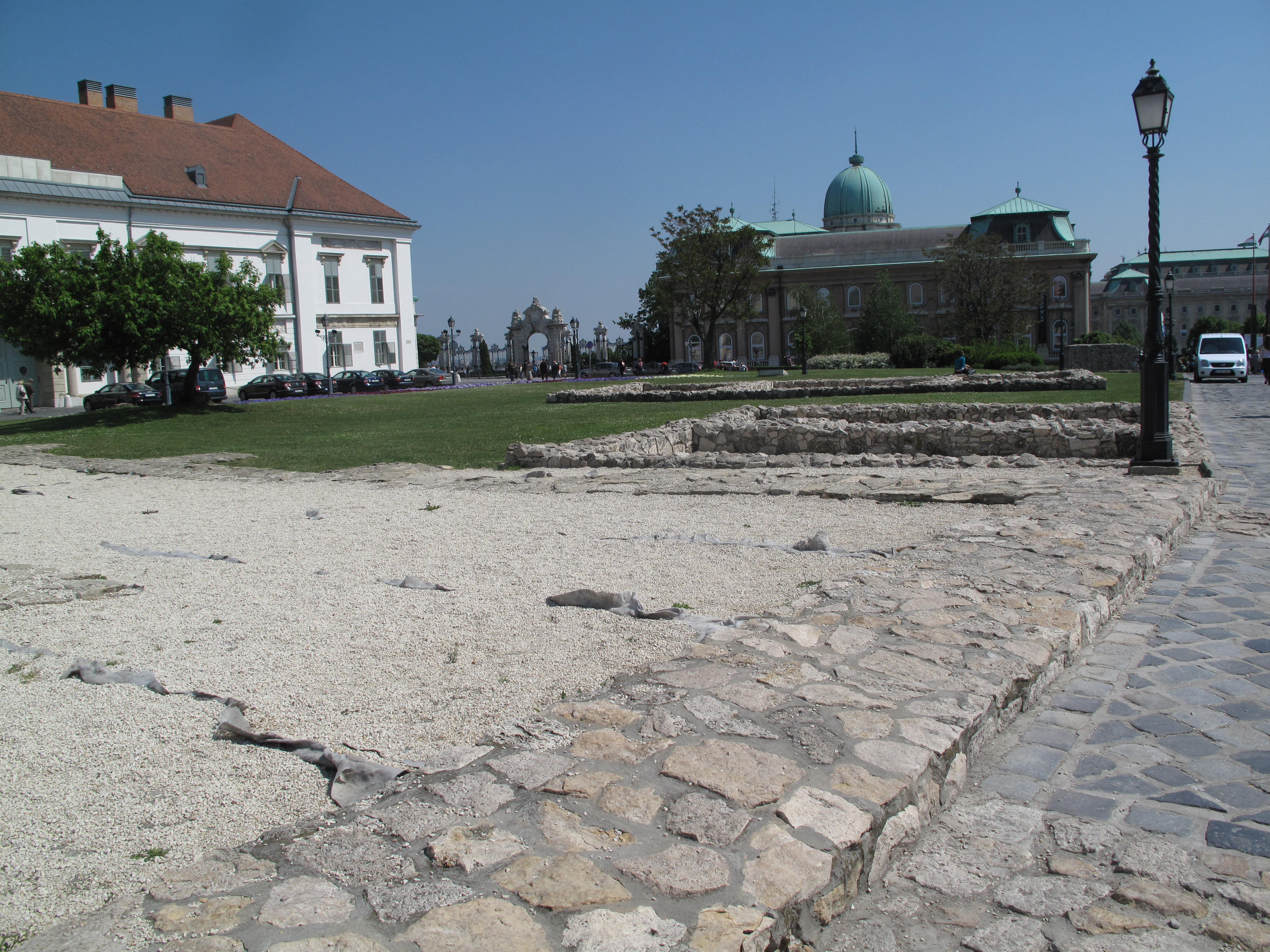
A Sándor-palota és a Budavári Palota A épülete
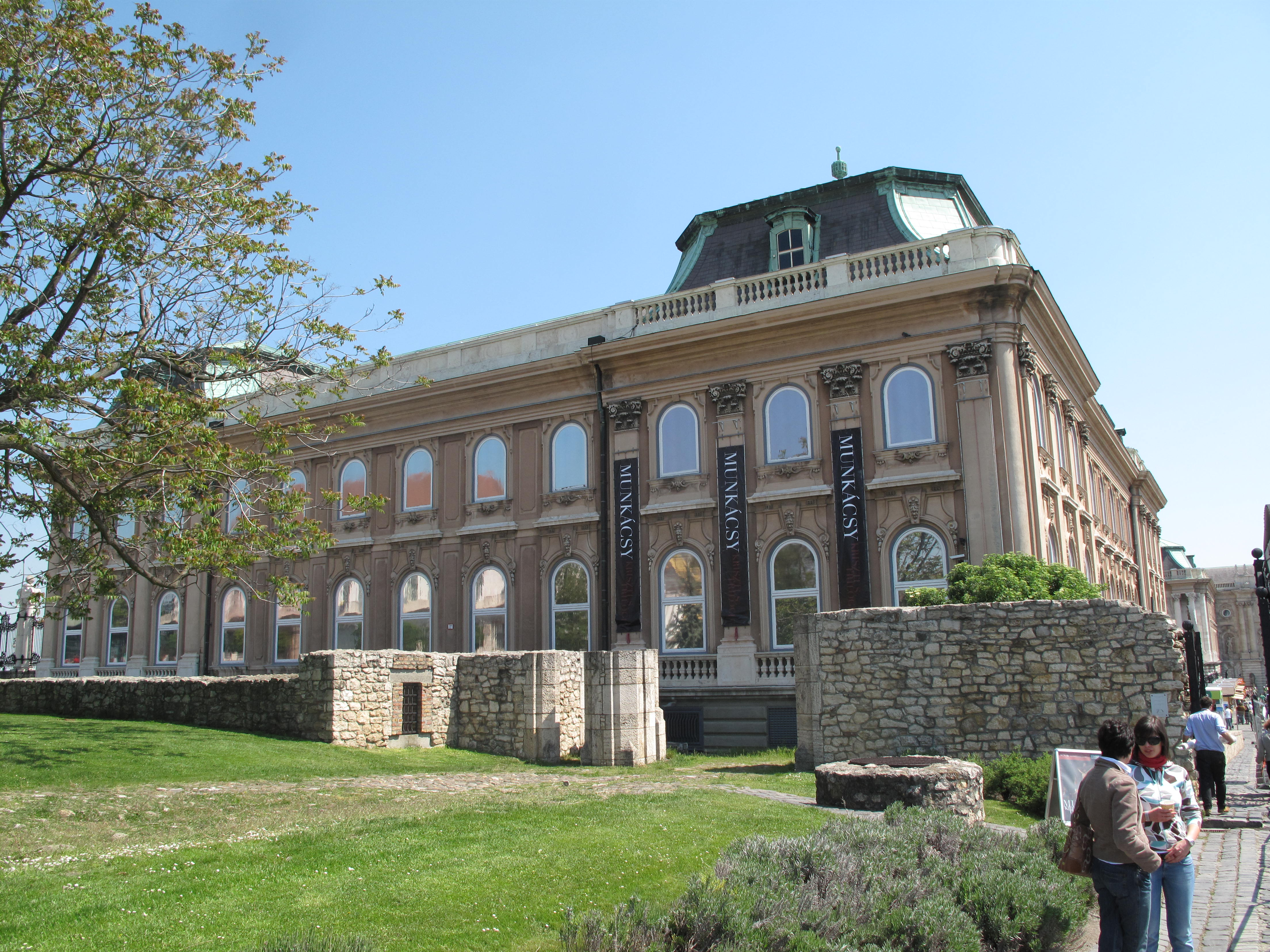
A tér déli része és a Budavári Palota A épülete
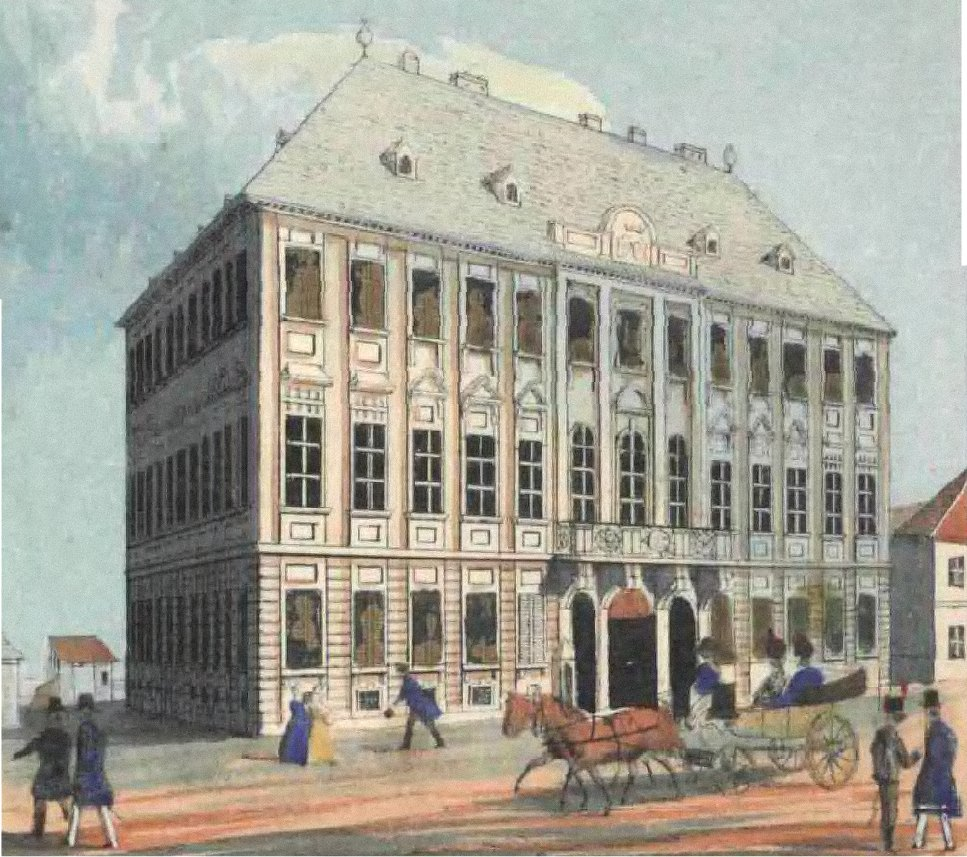
Az egykori Teleki-bérpalota (1789–1902), a József főhercegi palota elődje
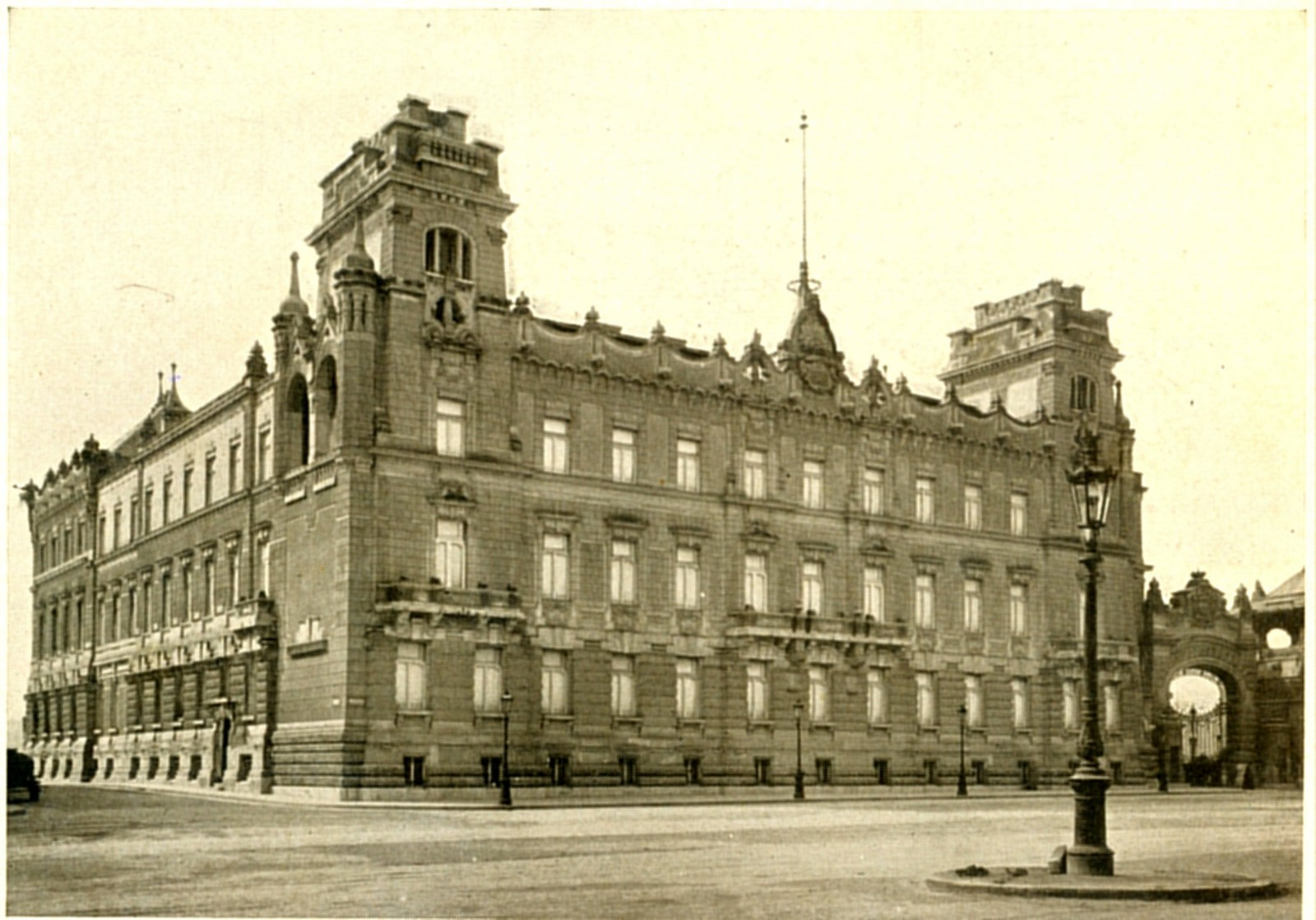
Az egykori József főhercegi palota (1902–1968) a tér nyugati oldalán
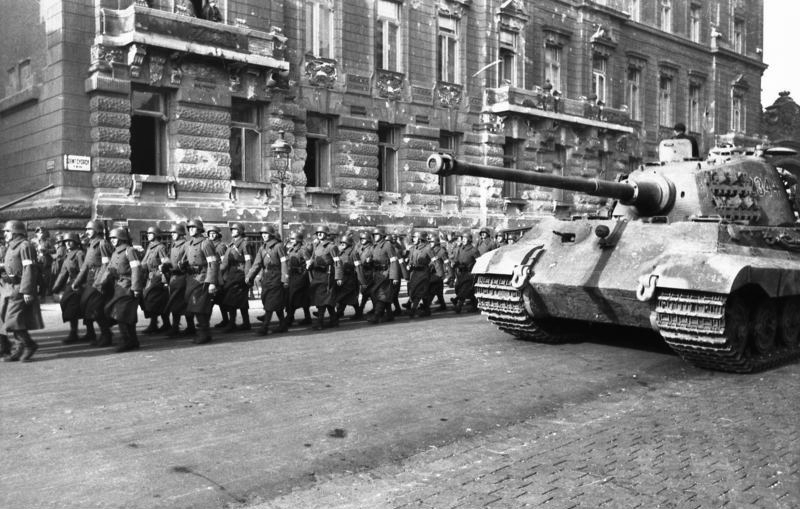
Nyilasok és német tank a Szent György téren, a József főhercegi palota előtt, 1944.
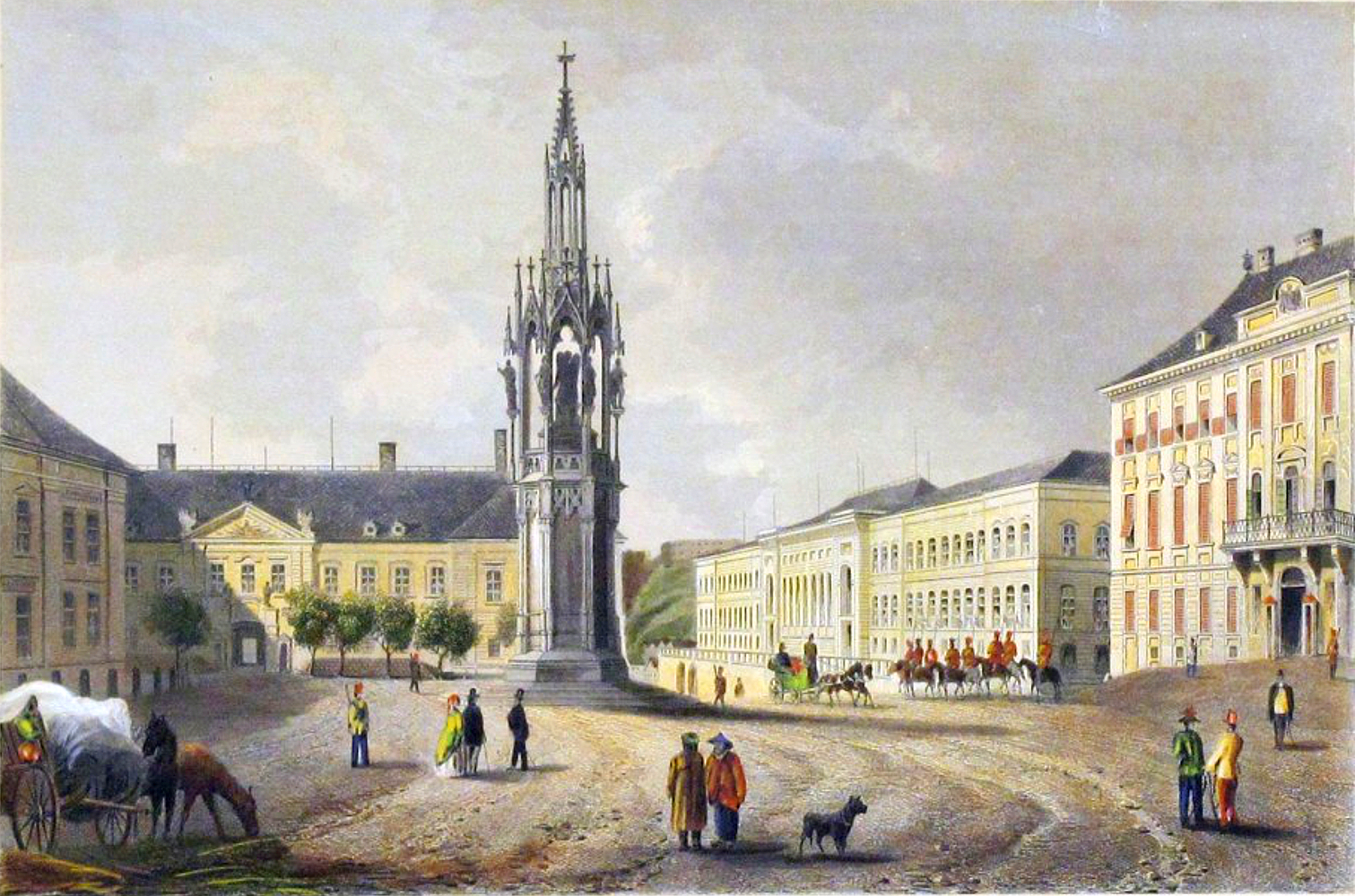
Heinrich Hentzi 22 méter magas, fémből készült emlékműve a 19. században a budavári Szent György téren